# Dina (filla de Jacob)
Segons el Gènesi, Dina (en hebreu דִּינָה בת-יַעֲקֹב Dînāh bat Yahăqōb) era la filla que Jacob havia tingut amb Lia. Un dia mentre vivia a casa del seu pare a Canaan el príncep Siquem la va raptar i la va violar. A continuació, el pare de Siquem anà a trobar Jacob i li demanà la mà de la filla per al jove príncep, i va proposar de donar les seves filles als fills de Jacob, a fi d'unir-se en un sol poble. Els germans de Dina van dir als cananeus de la família de Siquem que no podien donar les seves dones a persones no circumcidades. Així, es va circumcidat tota la població. Dos dies més tard, però, Simeó i Leví, germans de Dina, van entrar a la ciutat i aprofitant que els homes tenien dolors a les parts, els van matar a tots i es van apropiar dels seus ramats i de les seves dones i fills. Així que se n'assabentà, Jacob manà desfer el campament i marxar de Canaan per evitar una guerra venjativa. Dina va viure sempre a la casa del seu pare i se l'anomena d'entre els membres de la família de Jacob que van emigrar a Egipte després del retrobament de Josep amb els seus germans.